# Federico Mauricio de La Tour d'Auvergne

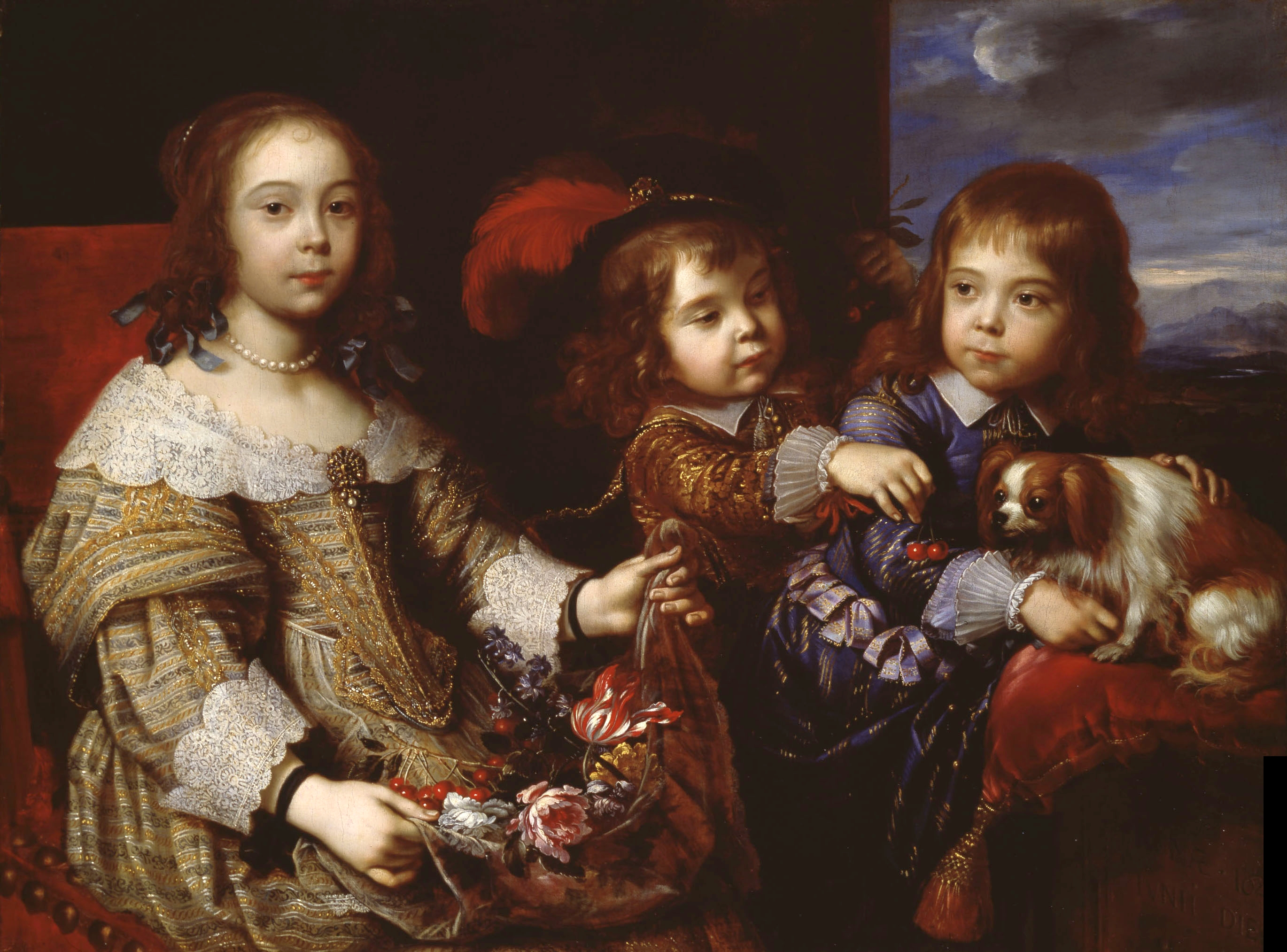
Los tres hijos mayores de Federico Mauricio, por Pierre Mignard.

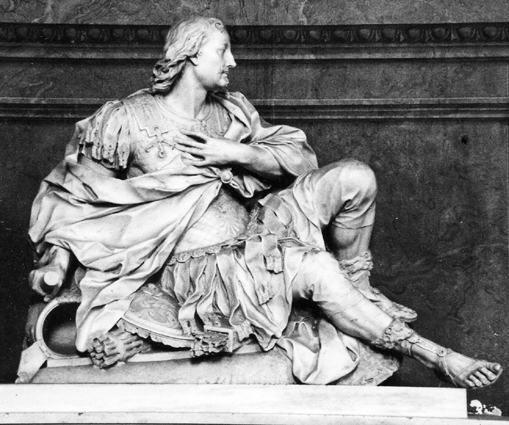
Federico-Mauricio de La Tour d'Auvergne, duque de Bouillon. Escultura de Pierre Legros, el Joven.

Federico Mauricio de La Tour d'Auvergne, Duque de Bouillon (Sedán, Ardenas, 22 de octubre de 1605–Pontoise, 9 de agosto de 1652) fue gobernante del principado independiente de Sedán y  general del ejército real francés.

## Primeros años de vida
Era hijo de Enrique de la Tour d'Auvergne, Duque de Bouillon, Príncipe de Sedán, y de Isabel de Nassau. Su hermano era el renombrado Turenne, Mariscal de Francia. Criado como protestante, recibió una educación militar en Holanda bajo sus tíos, Mauricio de Nassau, Príncipe de Orange, y Federico Enrique de Orange-Nassau, Príncipe de Orange.
Se convirtió en Duque de Bouillon y Príncipe de Sedán, Raucourt y Saint-Menges (ahora en Ardenas, Francia) a la muerte de su padre en 1623. Fue nombrado gobernador de Maastricht en las Provincias Unidas de los Países Bajos en 1629.

### Matrimonio e hijos
En 1634 se casó con la condesa Eleonora van Berg-Heerenberg, quien bajo su influencia lo convirtió al catolicismo.
Federico Mauricio y Eleonora tuvieron cinco hijos y cuatro hijas:
- Isabel (1635-1680), se casó con Carlos III, duque de Elbeuf.
- Godefroy Mauricio, 3.º duque de Bouillon (1641–1721).
- Luisa Carlota (1638-1683) “conocida como Mademoiselle de Bouillon”.
- Amélie , quien casó con Pierre Charles de Orgemont, Señor de Cerbonne, de Méry, de Chantilly y de Baillet-Sur-Esche. Este matrimonio duró algo más de cuatro aňos, naciendo cinco hijas. Amèlie, muy joven, dejó a sus hijas al cuidado de su familia política y desde ese momento se hizo monja.
- Federico Mauricio, conde d'Auvergne (1642–1707), casado con la Princesa Henriette Françoise von Hohenzollern-Hechingen, Marquise de Bergen-op-Zum, y tuvo 13 hijos; abuelo de María Enriqueta de La Tour d'Auvergne, madre de Carlos Teodoro, Elector de Baviera.
- Emmanuel-Théodose, duque de Albret (1643–1715).
- Constantin Ignace, duque de Château-Thierry (1646–1670), conocido como el “Caballero de Bouillon”, presentado en minoría a la edad de 16 años a la Orden de San Juan de Jerusalén en 1662.
- Enrique Ignacio, el conde de Évreux (1650–1675).
- Mauricienne Fébronie de La Tour d'Auvergne (1652-1706) (Princesse d'Evreux), casada en 1668 con Maximilian, landgrave de Leuchtenberg e hijo del elector Maximiliano I de Baviera.[1]

## Vida pública
En 1635 el Duque de Bouillon estuvo al servicio del rey Luis XIII de Francia y fue nombrado mariscal de campo (brigadier general). Fue privado de sus cargos en las Provincias Unidas después de comprometerse en las negociaciones con España (archienemigo de las Provincias Unidas) en 1637.
Junto con él, Luis de Borbón, conde de Soissons, conspiró contra el cardenal Richelieu, y con el apoyo de las tropas españolas él y el conde de Soissons derrotaron a las tropas realistas francesas enviadas después a la Batalla de La Marfée, en las afueras de Sedán, en 1641.
Más tarde se presentó ante el rey Luis XIII y Richelieu, y fue ascendido al rango de teniente general a la cabeza del ejército francés en Italia (1642). Realizó nuevamente una conspiración contra Richelieu con Henry Coiffier de Ruzé, siendo arrestado en Casale, Italia, y liberado sólo cuando su esposa amenazó con abrir Sedán a los españoles (1642). Durante esta caída en desgracia, se comprometió a ceder los estratégicos principados fronterizos de Sedán y Raucourt a Francia.
En 1650, se unió a la Fronda y fue uno de sus dirigentes, junto con su hermano Turenne. Derrotado el Cardenal Mazarino, le promete un alto cargo y grandes rentas por las cesión de Sedán y Raucourt, intercambiados en 1651 por los ducados de Albret y Château-Thierry, los condados de Auvergne y Évreux, y muchos otros territorios.
Falleció en Pontoise, cerca de París, en 1652 y fue enterrado en Évreux.